# 299 (عدد)
299 هو عدد صحيح طبيعي بين 298 و300

## في الرياضيات

### خصائص
- 299 عدد فردي
- 299 عدد ناقص
- 299 عدد مضلعي